# Schinkenröllchen

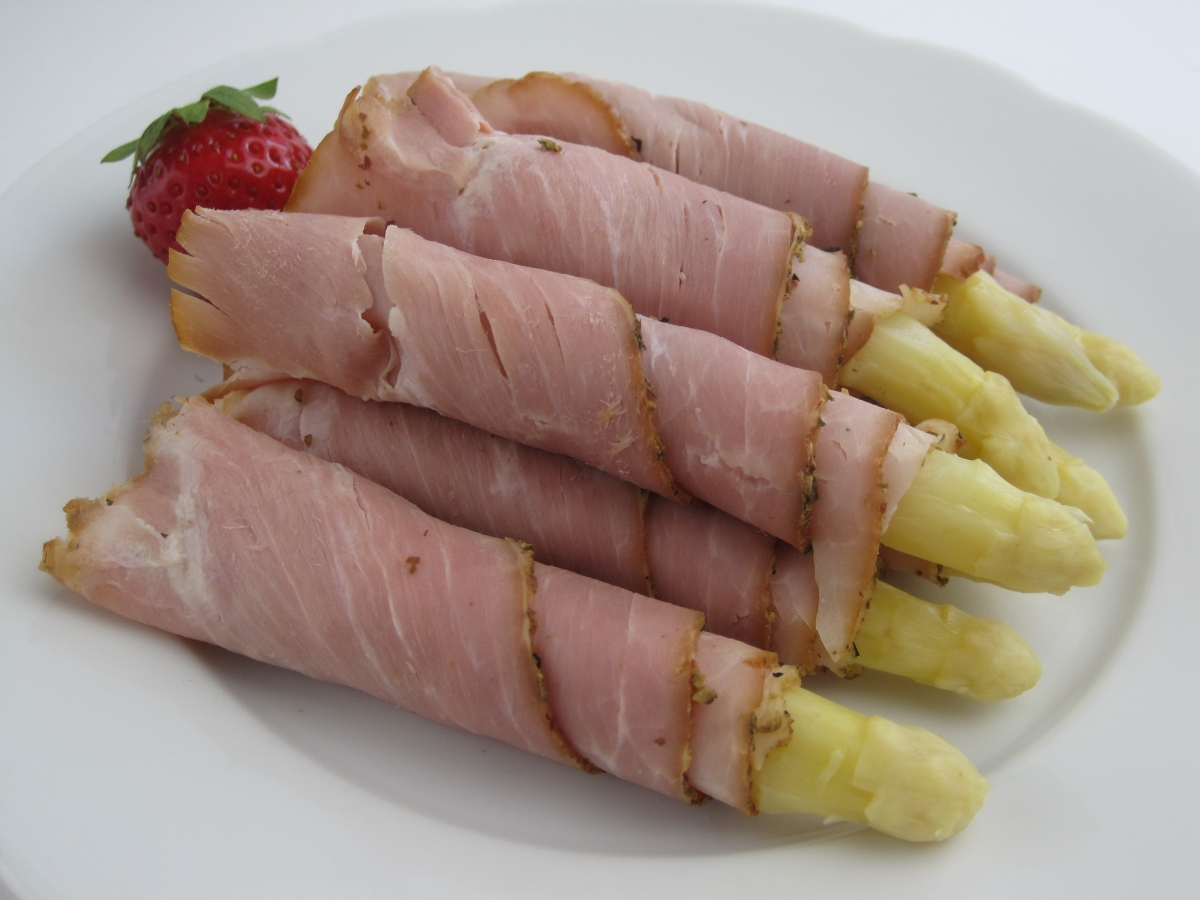
Klassische Schinkenröllchen (aus Kochschinken, gefüllt mit kaltem, gekochtem Spargel)

Schinkenröllchen oder Schinkenrollen sind ein klassischer Bestandteil von kalten Platten bzw. kalten Buffets. Sie bestehen aus gerollten Schinkenscheiben mit Füllung.
Für die traditionelle Zubereitung werden Scheiben von Kochschinken mit kaltem, gekochtem Spargel belegt und zusammengerollt. Je nach Rezept wird der Schinken zusätzlich mit Remoulade bestrichen, statt Kochschinken Räucherschinken verwendet oder die Schinkenröllchen werden mit Aspik überglänzt bzw. in Formen in Aspik eingegossen. Weitere oder alternative Zutaten und/oder Füllungen wie Mandarinenspalten, gekochtes Ei, Gewürzgürkchen, Mixed Pickles usw. sind möglich. Manchmal werden pikante Saucen dazu gereicht.
Teils werden die Röllchen auch quer in kürzere Abschnitte geschnitten angerichtet; bis hin zu entsprechend kleinen Einzelstücken, die meist noch jeweils mit einem Partyspieß, Cocktailspieß oder Zahnstocher fixiert und dann als Fingerfood gegessen werden.
Ein vergleichbares Gericht sind Schinkentüten.
Schinkenröllchen kamen als Bestandteil von kalten Platten in den 1950er-Jahren (wieder) in Mode. Ebenso wie Fliegenpilzeier und -tomaten, Käsespieße mit Weintrauben, Mett- und Käseigel oder Schinkentüten gehörten sie bis in die 1970er-Jahre zum Standardrepertoire von kalten Buffets, besonders in Privathaushalten.

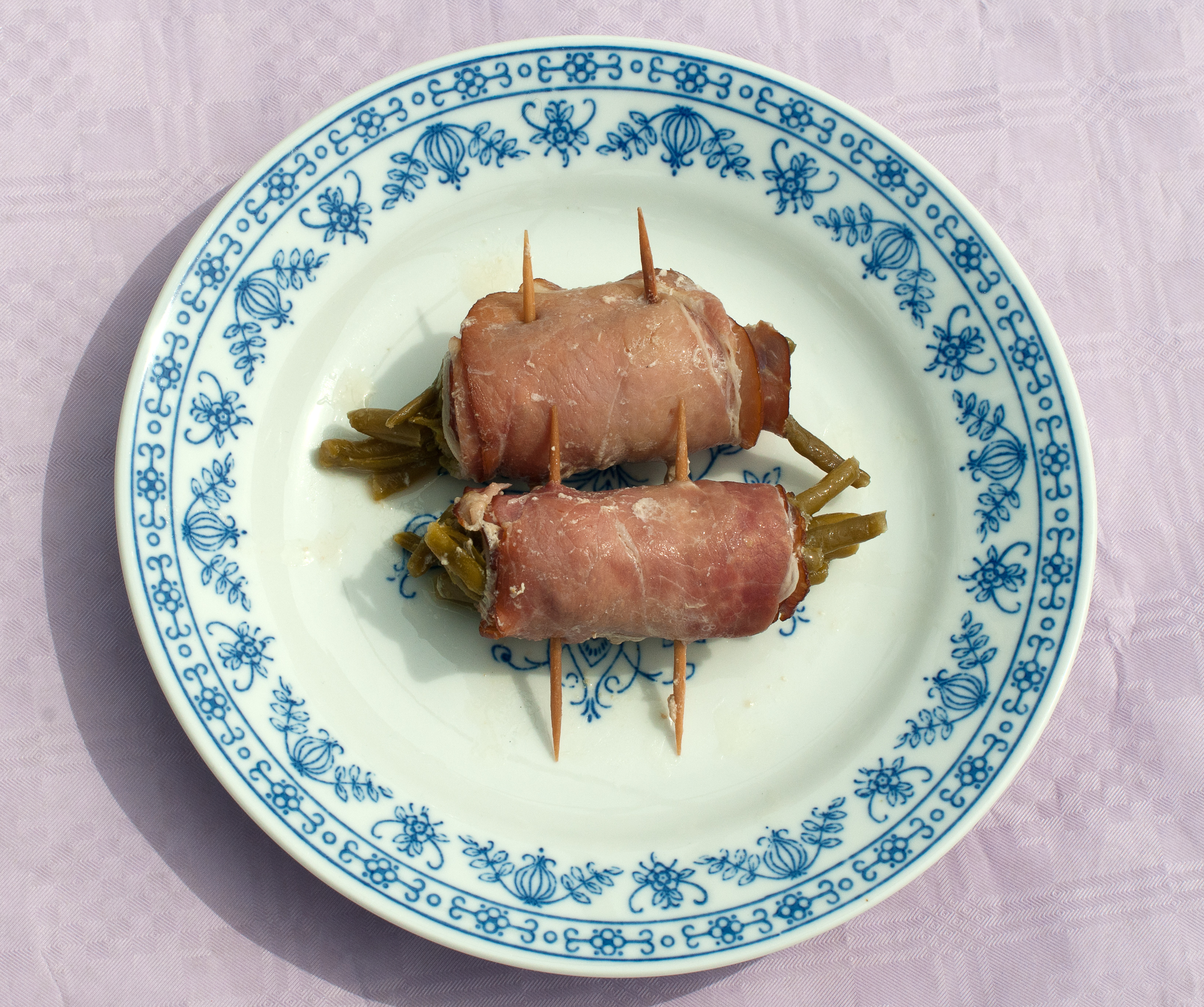
Gegarte Schinkenröllchen (aus Schwarzwälder Schinken, gefüllt mit grünen Bohnen)
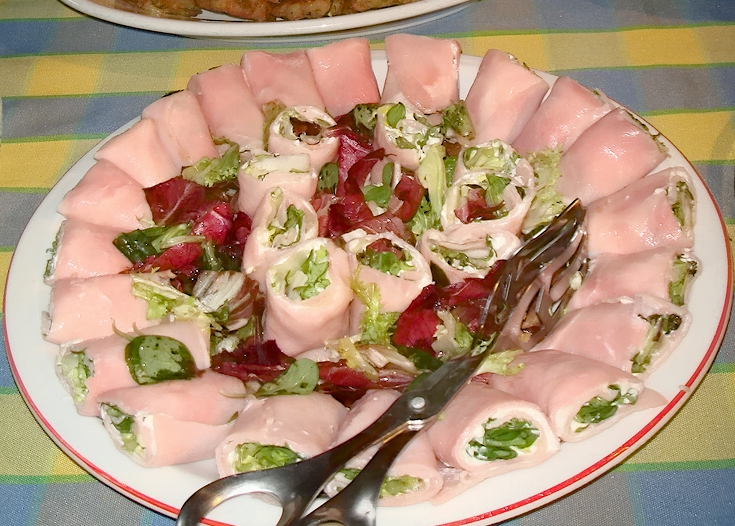
Schinkenröllchen-Abschnitte (aus Kochschinken, gefüllt mit grünen Bohnen und Remoulade)
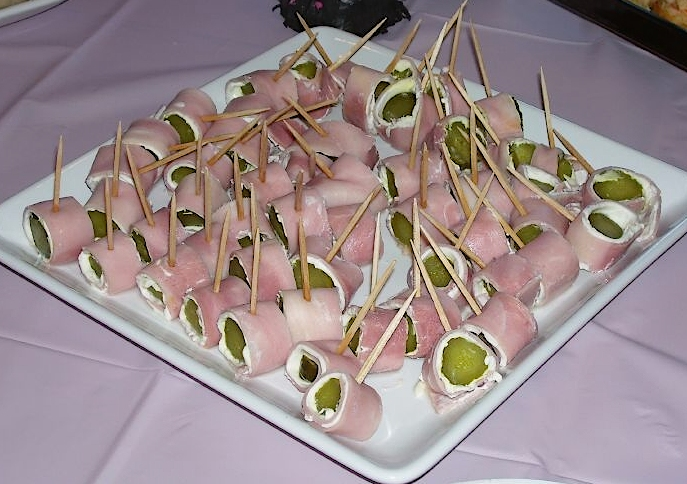
Schinkenröllchen-Abschnitte als Fingerfood (aus Kochschinken, gefüllt mit Gewürzgürkchen und Remoulade)
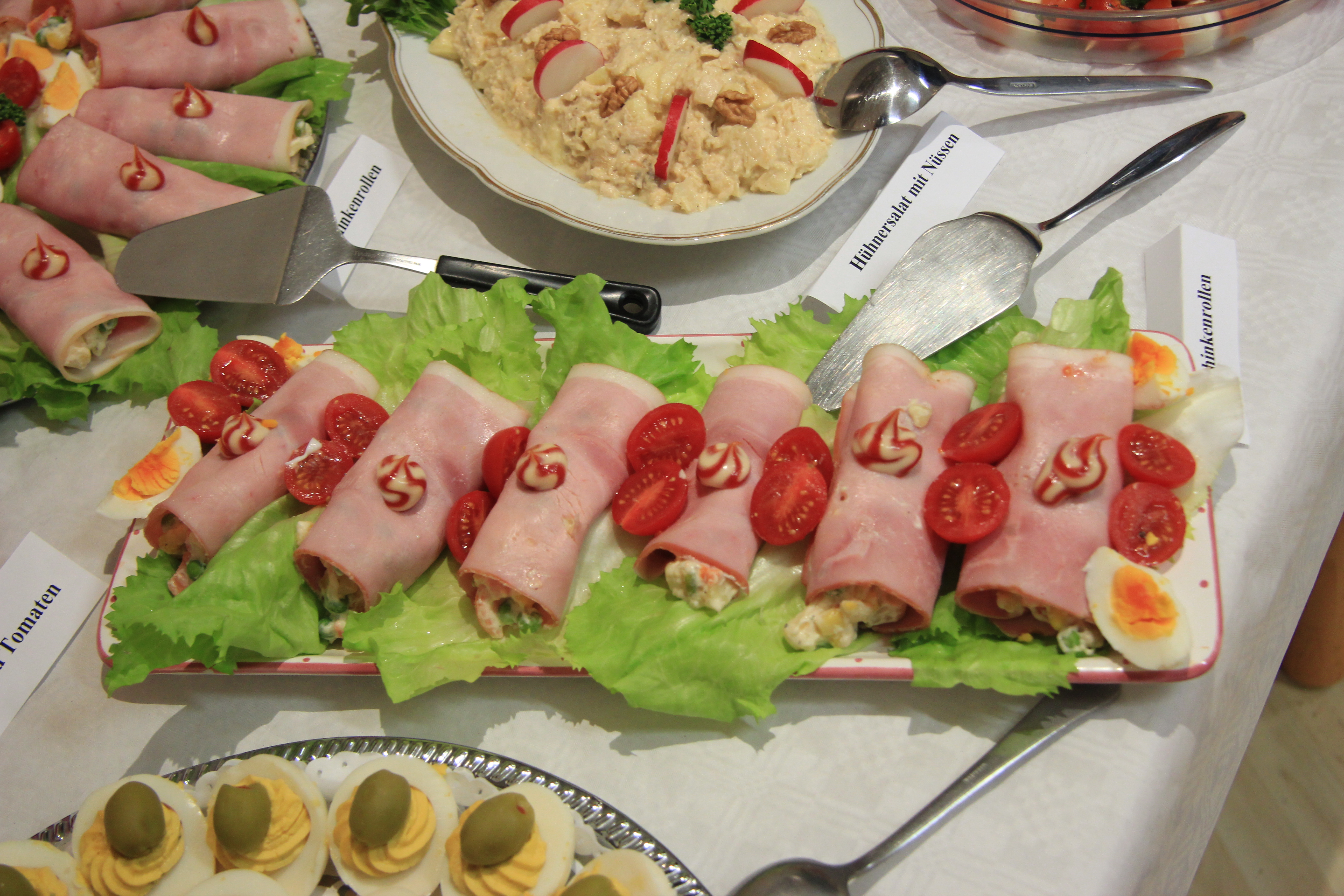
Schinkenrollen aus Pressschinken auf grünem Salat